# Distretto di Humla
Il distretto di Humla è un distretto del Nepal, in seguito alla riforma costituzionale del 2015 fa parte della provincia Karnali Pradesh. 
Il capoluogo è Simikot.
Geograficamente il distretto appartiene alla zona montagnosa Himalayana detta Parbat.

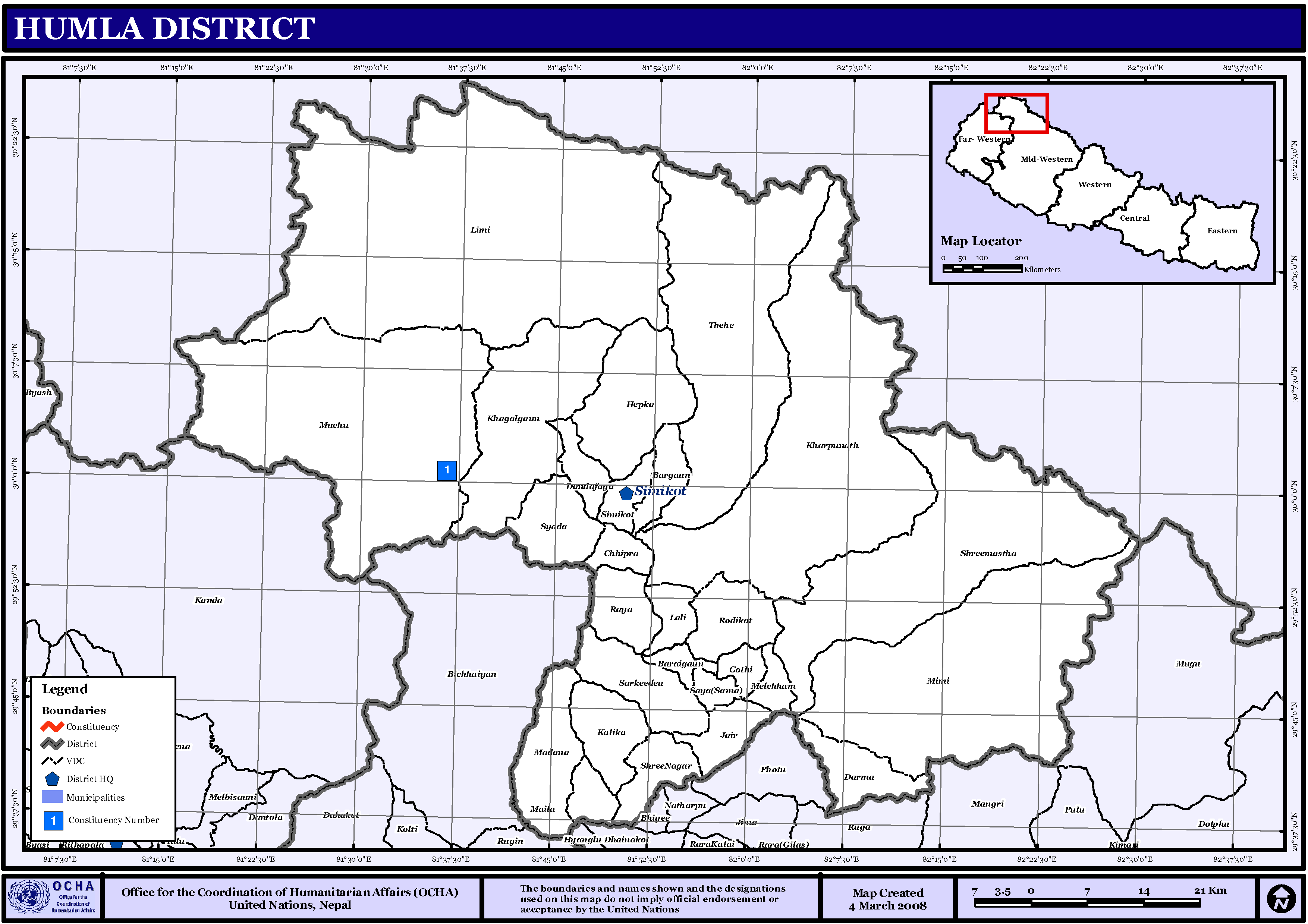
Mappa del distretto di Humla

## Municipalità
Il distretto è composto da sette municipalià, tutte rurali.
- Simkot
- Namkha, Nepal
- Kharpunath
- Sarkegad
- Chankheli
- Adanchuli
- Tajakot